# Nataliya Evdokimova
Pour les articles homonymes, voir Evdokimov.
Nataliya Evdokimova (née le 17 mars 1978) est une athlète russe, spécialiste du demi-fond.

## Carrière
Ses meilleurs résultats sont :
- 800 m : 1 min 58 s 75 à Toula 	08/08/2003
- 1 500 m : 3 min 57 s 73 à Rieti 	28/08/2005

Elle est suspendue pour dopage en août 2017 pour une période de 4 ans, prenant effet du 14 avril 2016 au 13 avril 2020. Elle est disqualifiée des mondiaux de 2009 et de 2011, où elle avait atteint la finale et la demi-finale.